# NGC 3713
NGC 3713 este o galaxie lenticulară situată în constelația Leul. A fost descoperită în 11 aprilie 1785 de către William Herschel. Se află la o distanță de 101,68 megaparseci de Pământ.